# La regina del Sole
La regina del Sole (La Reine Soleil) è un film d'animazione del 2007 diretto da Philippe Leclerc e tratto dall'omonimo romanzo di Christian Jacq.

## Trama
Antico Egitto, XVIII dinastia. Durante il regime monoteista di Akhenaton, Akhesa, una bellissima principessa di 14 anni, si ribella al padre perché si rifiuta di vivere confinata nel palazzo reale e vuole scoprire perché sua madre, la regina Nefertiti, è stata esiliata sull'isola di Elefantina. Insieme al suo promesso sposo, il principe Tutankhamon, Akhesa fugge nella speranza di trovare sua madre, e a dispetto del pericolo, i due ragazzi viaggiano lungo il Nilo e nel deserto, affrontando con coraggio il mercenario Zannanza e alcuni sacerdoti di Amon-Ra, che cospirano per spodestare il faraone a causa del suo rifiuto del loro dio. Con l'innocenza, loro unica arma, Akhesa e Tut superano molte difficoltà, e vanno incontro a uno straordinario destino.